# Wielki Szlak Jeziora Waikaremoana
Wielki Szlak Jeziora Waikaremoana (ang. Lake Waikaremoana Great Walk) – szlak turystyczny w Parku Narodowym Te Urewera (Nowa Zelandia). Ze względu na wyjątkowe walory krajoznawcze i ponadprzeciętne przygotowanie bazy turystycznej wzdłuż jego trasy, szlak został włączony przez Department of Conservation do grupy Wielkich Szlaków.
Szlak ma długość 46 kilometrów. Przebycie tego dystansu przewidziane jest na 3-4 dni. Wzdłuż trasy znajduje się 5 schronisk i pól namiotowych. Szlak jest raczej łatwy i wiedzie głównie pagórkowatym terenem wzdłuż Jeziora Waiakaremoana. Na trasie można spotkać zróżnicowaną roślinność, między innymi wiecznie zielone lasy drzew z rodziny zastrzalinowatych.